# I Get Along Without You Very Well (Except Sometimes)
"I Get Along Without You Very Well" es una canción compuesta por Hoagy Carmichael en 1939 y que ha llegado a convertirse en un estándar del jazz. La letra está basada en un poema de Jane Brown Thompson, y el tema melódico principal en el Fantaisie-Impromptu en C # menor, Op 66, de Frédéric Chopin. Thompson murió la noche anterior a que la canción fuese presentada en la radio por Dick Powell, y su identidad como autora del poema fue por muchos años desconocida.
La versión más vendida es una grabación hecha por Red Norvo y su orquesta en 1939, cantada por Terry Allen.
Carmichael y Jane Russell interpretaron la canción en la película noir The Las Vegas Story, de 1952.

## Versiones notables
- Dick Todd y su orquesta (grabada el 8 de febrero de 1939, lanzada por Bluebird Records con el número 10150 de su catálogo, y con el lado B "I Promise You")
- Charlie Barnet y su orquesta (grabada el 20 de enero de 1939, lanzada por Bluebird Records con el número 10119A de su catálogo, y con el lado B "I'm Prayin' Humble")[3]
- Chet Baker – Chet Baker Sings (grabada en 1954, lanzada en 1956)
- Frank Sinatra – In the Wee Small Hours (1955)
- Karen Chandler – su sencillo llevó a la canción al puesto #19 de la lista de "Easy Listening" de Billboard en 1968.
- Larry Clinton y su orquesta (grabada el 20 de enero de 1939, lanzada por Victor Records, y catalogada con el  número 26151A, y con el lado B "The Masquerade Is Over")[4]
- The Four Freshmen – Four Freshmen and Five Saxes (1957)
- Sammy Davis Jr.. - Mood to Be Wooed (1957) (con Mundell Lowe en guitarra)
- Billie Holiday – Lady in Satin  (1958)
- Evelyn Knight (lanzada por Decca Records en los Estados Unidos, con el número de catálogo 27992, con el lado B "The Purtiest Little Tree" y en 1953 por Brunswick Records (Reino Unido), catalogada con el número 05039, con el lado B "Lonesome and Blue")[5]
- Frankie Laine – Torchin' (1958)
- Dirk Bogarde – Lyrics for lovers (1960)
- Rosemary Clooney – Rosie Solves the Swingin' Riddle! (1960)
- Peggy Lee – If you Go (1961)
- Mate Monro – Matt Monro sings Hoagy Carmichael (1962)
- June Christy – The Intimate Miss Christy grabada en abril de 1963 https://web.archive.org/web/20120218154042/http://www.belten.freeserve.co.uk/misty/junechri.doc
- Petula Clark – In Other Words, (1962)
- Tony Mitchell (lanzada en 1957 por Liberty Records y catalogada con el número 55110, y con el lado B "Tell Me, Tell Me")[6]
- Red Norvo y su orquesta (vocal por Terry Allen; febrero grabado 8, 1939, liberado por Vocalion Records catalogada en el número 4648, con el lado B "Kiss Me with Your Eyes" y por Conqueror Records con el número de catálogo 9177, con "Could Be" como lado B)[7][8]
- Nina Simone – Nina Simone and Piano (1969)
- The Durutti Column – I Get Along Without You Very Well/Prayer (Factory Records FAC 64, 1983)
- Linda Ronstadt – For Sentimental Reasons (1986)
- Dinah Shore (grabado en octubre de 1947, lanzado por Columbia Records con el número de catálogo 38201 y "I'll Be Seeing You" como lado B, y con el número de catálogo 38570 con el lado B "Little White Lies")[9][10]
- Nelson Riddle - Hey...Let Yourself Go! (1957)
- Carly Simon – Torch (1981) - con un arreglo orquestral de Marty Paich
- Renato Russo – The Stonewall Celebration Concert (1994)
- Mel Tormé (1998)
- Diana Krall – The Look of Love (2001)
- Tony Bennett - apareciendo en el álbum de Bill Charlap "Stardust" (2002)
- Stacey Kent – The Boy Next Door (2003)
- Jamie Cullum – The Pursuit (2009)
- Franck Amsallem – Amsallem Sings (2009)
- Daniel Matto – I I'm Old Fashioned (2010)
- Molly Ringwald – Except Sometimes (2013)
- Eliane Elias - I Thought About You (2013)
- Silvia Pérez Cruz – Granada (2014)
- Marianne Faithfull – Give My Love to London (2014)
- Kristin Chenoweth – The Art of Elegance (2016)
- Dan Bodan (2019)
- Chrissie Hynde - Valve Bone Woe (2019)